# Unified Video Decoder
Der Unified Video Decoder (UVD, früher auch „Universal Video Decoder“) ist ein Videoprozessor der Firma AMD und basiert auf der Technik der Multimedia-Prozessoren Xilleon. Die ersten Produkte, in die er integriert wurde, waren die Grafikkarten ATI Radeon HD 2400 und 2600 der Radeon-HD-2000-Serie. UVD wird für Avivo HD benötigt.
Bei der Wiedergabe von bestimmten Videoformaten kann der UVD die Dekodierung übernehmen und somit den Hauptprozessor (CPU) entlasten. Dabei können mit der ersten Version des UVDs alle Stufen des Dekodierens der HD-Formate H.264 und VC-1 übernommen werden.

## UVD 1
MPEG4 AVC: Ja, VC1: Ja, mit max. 2K
UVD 1.0: RV610, RV630, RV670, RV620, RV635

## UVD 2
Durch Verbesserung der Leistungsfähigkeit können ab UVD 2.0 zwei HD-Videostreams gleichzeitig von der Grafikkarte zur Darstellung übernommen werden, so dass die Funktion Bild im Bild möglich ist. Zudem kann die Grafikkarte nun den Hauptprozessor beim Abspielen des MPEG-2-Formats teilweise entlasten.
UVD 2.0: RS780, RS880 (MPEG4 AVC: Ja,VC1: Ja, Max. Auflösung: 2K)
UVD 2.1: RV770
UVD 2.2: RV710, RV730, RV740, Cedar, Redwood, Juniper, Cypress

## UVD 3
UVD 3.0 unterstützt zusätzlich zu den Funktionen aus den vorherigen Generationen DivX und Xvid via MPEG-4 Teil 2 Decoding und Blu-ray 3D via Multiview Video Coding (120 Hz-Stereo-3D-Unterstützung), sowie Verbesserungen an der MPEG2-Wiedergabe.
Zusätzlich wurde in den GPUs der Southern-Islands-Generation mit Graphics Core Next 1.0-Architektur (z. B. die Radeon HD7700-, 7800- und 7900-Versionen und die Radeon R7 250X-, R9 270/270X-, R9 280/280X-Versionen) sowie in den Piledriver-basierten Trinity- (Ax - 5xxx, bspw. A10-5800K) und Richland-APUs die Video Coding Engine (VCE) 1.0 integriert, die auch das Hardware-unterstützte Enkodieren von Videos in bestimmte Formate, i. d. F. in H.264/MPEG-4 AVC unterstützt.
Eingeführt wurde VCE 1.0 am 22. Dezember 2011 mit der Tahiti-GPU der Radeon HD 7970.
UVD 3.0: Palm (Wrestler/Ontario), Sumo (Llano), Sumo2 (Llano), Barts, Turks, Caicos, (+ MPEG2: Ja, MPEG4: Ja)
UVD 3.1: Cayman, Aruba (Trinity/Richland), Cape Verde, Pitcairn, Tahiti, Oland, (+ VCE 1.0 für GCN 1)

## UVD 4
Mit dem UVD 4.0 wurde die Fehlertoleranz bei der H.264-Dekodierung verbessert. Diese Version wird unter anderem in den APUs der Steamroller-Generation (Kaveri) und bei Grafikkarten der AMD-Radeon-R200-Serie ab Graphics Core Next 2 der Volcanic-Islands-Generation (z. B. Bonaire- und Hawaii-GPUs) eingesetzt. Die verbesserte VCE 2.0 ist dort ebenfalls beigefügt und liefert qualitativ hochwertigere Resultate bei der Enkodierung.
UVD 4.2: Kaveri, Kabini, Mullins, Bonaire, Hawaii (+ VCE 2.0 für GCN 2)

## UVD 5
UVD 5.0 wurde mit der Tonga-GPU der AMD Radeon R9 285 (Graphics Core Next 3) eingeführt. Neu ist die Unterstützung für H.264-Videodekodierung in 4K (auch Ultra HD/UHD genannt) bis zum Level 5.2 (dies entspricht 4Kp60; UHD bei 60 Vollbildern).
Die VCE 3.0 kommt neu beim Enkodieren von H.264 bis 4K zum Einsatz. Dabei soll Tonga bis zu 12-mal schneller enkodieren als in Echtzeit.
UVD 5.0: Tonga (+ Max. Auflösung 4K, VCE 3.0)

## UVD 6
UVD 6.0 findet mit VCE 3 Verwendung in der Volcanic-Islands-Generation und neben der Unterstützung für Dekodierung von H.265 (HEVC) kann dieser Level eine neue, hochqualitative Video-Skalierung bieten. In den APUs der Serie Stoney Ridge ist eine 10-Bit-Farbkanaltiefe für die Ultra-HD-Blu-ray möglich.
UVD 6.0: Carrizo, Fiji (+ HEVC Decode: Ja)
UVD 6.1: Stoney (+ HEVC Decode: Ja, HDR-Support für 10-Bit-Farbkanaltiefe für HDR in Fotos, Spielen und Spielfilmen mit Ultra-HD-Blu-ray-Standard)
UVD 6.3: Polaris 10 und 11: Enkodierung von HEVC mit VCE 3.4. H.265/HEVC-De- und -Encoding in 4K und 60 Bilder pro Sekunde im Main-10-Profil sind möglich.

## UVD 7
UVD 7.0 / VCE 4.0 (enthalten in Vega 10): Weiterentwicklung von VP9 und H.265 in Richtung 5K und 8K-Auflösungen, VP9 als Hybridlösung.

## VCN 1.0
Mit Einführung der APU Raven Ridge (GCN 5) wurden der bisherige Videodecoder (UVD) und der Video-Encoder (VCE) zu einer neuen Einheit namens „Video Core Next“ zusammengefasst.
Der VCN 1.0 beherrscht VP9 decoding jetzt vollständig in Hardware, beim UVD wurde ein Teil noch über die Shader berechnet.